# Ordine reale di Kamehameha I

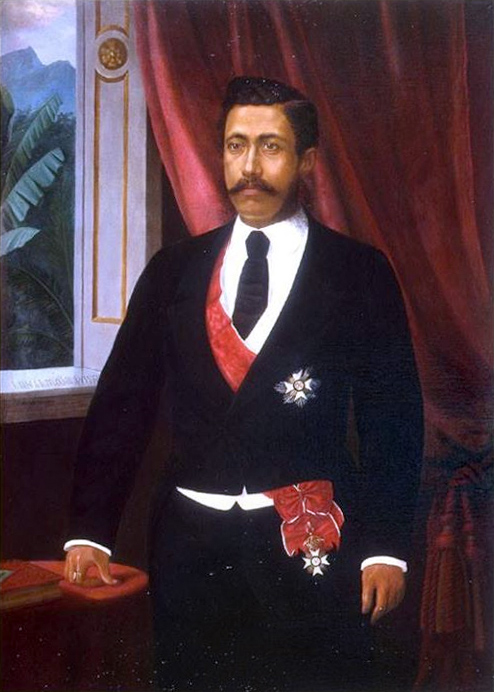
Lunalilo delle Hawaii.

L'ordine reale di Kamehameha I è stato un ordine cavalleresco hawaiano.

## Storia
L'ordine è stato fondato l'11 aprile 1865 dal re Kamehameha V in memoria di suo nonno, il re Kamehameha I e in commemorazione del 70º anniversario della fondazione del Regno delle Hawaii.
L'ordine veniva concesso ai nativi hawaiani e anche agli stranieri per l'impegno verso il re e il popolo delle Hawaii. Al momento della sua nascita, era il secondo Ordine cavalleresco del Regno delle Hawaii.
L'ordine alla fine cadde in disuso e venne concesso per l'ultima volta nel 1886 dal re Kalākaua ed è stato reso obsoleto nel 1893 con la caduta della monarchia.

## Classi
L'ordine veniva concesso in tre classi ordinarie più una straordinaria come segue:
- Cavaliere di gran croce con collare[1]
- Cavaliere di gran croce (10 membri)
- Cavaliere commendatore (30 membri)
- Cavaliere compagno (50 membri)

| Nastri   |              |                         |                                     |
| Compagno | Commendatore | Cavaliere di gran croce | Cavaliere di gran croce con collare |

L'ordine, è stato concesso 57 volte dal re Kamehameha V, e 82 volte dal re Kalākaua.
In tutto ci sono stati 40 cavalieri di gran croce (11 hawaiani e 29 stranieri), 56 cavalieri commendatori e 43 cavalieri compagni.

## Insegne
- Il nastro era rosso con bordi bianchi per le classi di Cavaliere di Gran Croce e Cavaliere di Gran Croce con Collare e bianco con quattro strisce rosse per le classi di Commendatore e Compagno.

## Stipendio
I riceventi dell'ordine che erano residenti nelle Hawaii ricevevano sino alla loro morte un salario corrispondente al loro grado: 250$ per cavaliere di gran croce, 150$ per cavaliere commendatore e 75$ per cavaliere compagno.

## Gran consiglio
Il gran consiglio dell'ordine radunava tutti gli insigniti residenti sulle isole Hawaii. I membri assenti al meeting annuale e senza debita giustificazione dovevano pagare una somma di 20$ come penalità.

## Insigniti notabili
- Francesco Giuseppe I d'Austria (1865)
- Ludovico II di Baviera (1865)
- Vittorio Emanuele II d'Italia (1865)
- Guglielmo I di Germania (1876)
- Umberto I d'Italia (1878)
- Alessandro III di Russia (1881)
- Alfonso XII di Spagna (1881)
- Chulalongkorn del Siam (1881)
- Luigi I del Portogallo (1881)
- Abdul Hamid II dell'Impero ottomano (1881)
- Alberto I del Belgio (1881)
- Guangxu della Cina (1882)
- Carlo I di Romania (1882)

Gli unici insigniti del titolo di cavaliere di gran croce con collare sono stati la regina Vittoria del Regno Unito (nel 1881) e l'imperatore Meiji del Giappone (nel 1881).

## Galleria d'immagini

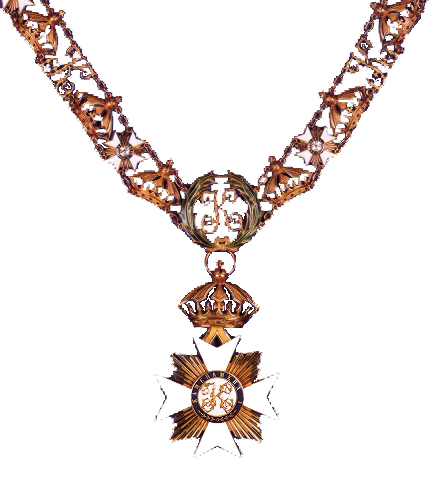
Cavaliere di gran croce con collare
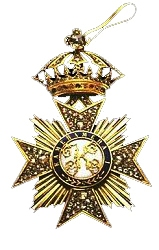
Cavaliere di gran croce (distintivo)
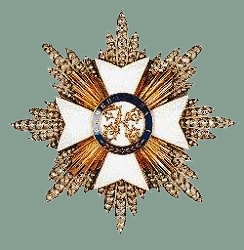
Cavaliere di gran croce (placca)
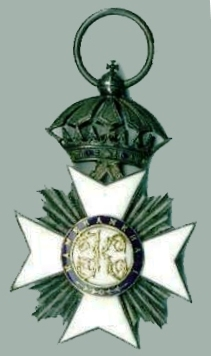
Compagno